# Olympische Sommerspiele 2008/Leichtathletik – 400 m Hürden (Frauen)

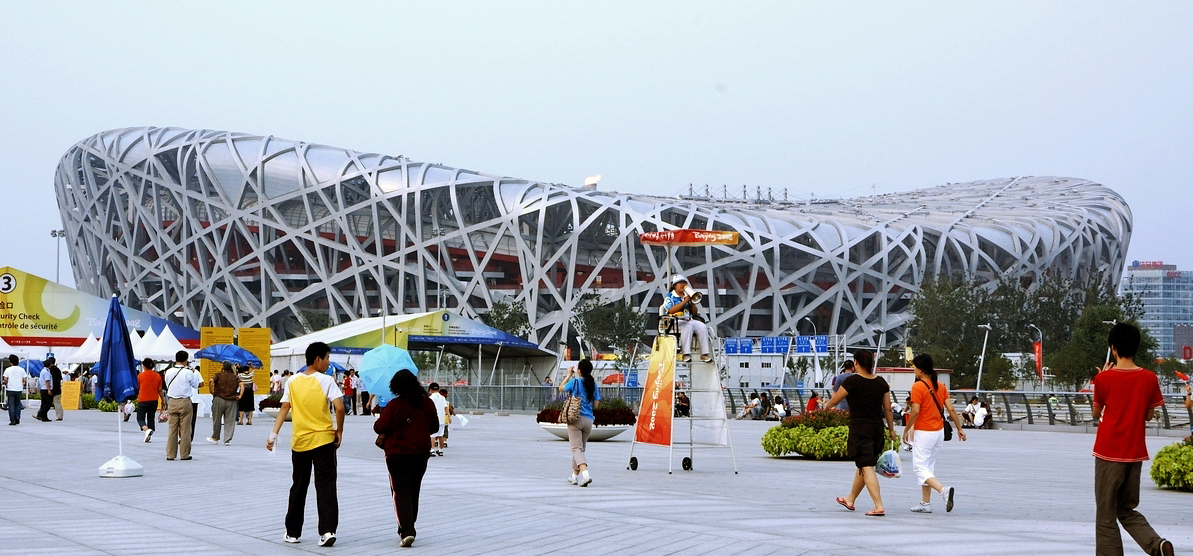
Das Vogelnest – Olympiastadion von Peking

Der 400-Meter-Hürdenlauf der Frauen bei den Olympischen Spielen 2008 in Peking wurde vom 17. bis 20. August 2008 im Nationalstadion ausgetragen. 27 Athletinnen nahmen daran teil.
Olympiasiegerin wurde Melaine Walker aus Jamaika vor der US-Amerikanerin Sheena Tosta. Die Bronzemedaille gewann die Britin Tasha Danvers.

## Aktuelle Titelträgerinnen
| Olympiasiegerin 2004                      | Fani Chalkia ( Griechenland)         | 52,82 s | Athen 2004          |
| Weltmeisterin 2007                        | Jana Pittman-Rawlinson ( Australien) | 53,31 s | Ōsaka 2007          |
| Europameisterin 2006                      | Jewgenija Issakowa ( Russland)       | 53,93 s | Göteborg 2006       |
| Panamerikanische Meisterin 2007           | Sheena Johnson ( USA)                | 54,04 s | Rio de Janeiro 2007 |
| Zentralamerika und Karibik-Meisterin 2008 | Josanne Lucas ( Trinidad und Tobago) | 56,55 s | Cali 2008           |
| Südamerika-Meisterin 2007                 | Lucimar Teodoro ( Brasilien)         | 57,36 s | São Paulo 2007      |
| Asienmeisterin 2007                       | Satomi Kubokura ( Japan)             | 56,74 s | Amman 2007          |
| Afrikameisterin 2008                      | Muizat Ajoke Odumosu ( Nigeria)      | 55,02 s | Addis Abeba 2008    |
| Ozeanienmeisterin 2008                    | Sharon Henry ( Papua-Neuguinea)      | 61,83 s | Saipan 2008         |

## Rekorde

### Bestehende Rekorde
| Weltrekord         | 52,34 s | Julija Petschonkina ( Russland) | Tula, Russland                    | 8. August 2003  |
| Olympischer Rekord | 52,77 s | Fani Chalkia ( Griechenland)    | Halbfinale OS Athen, Griechenland | 22. August 2004 |

### Rekordverbesserung
Die jamaikanische Olympiasiegerin Melaine Walker verbesserte den bestehenden olympischen Rekord im Finale am 20. August um 13 Hundertstelsekunden auf 52,64 s. Zum Weltrekord fehlten ihr genau drei Zehntelsekunden.

## Vorrunde
Es fanden vier Vorläufe statt. Die jeweils drei ersten eines jeden Laufs (hellblau unterlegt) sowie die nachfolgend vier zeitschnellsten Athletinnen (hellgrün unterlegt) qualifizierten sich für die Halbfinals.

### Vorlauf 1
17. August 2008, 20:10 Uhr
| Platz | Name                  | Nation    | Zeit    |
| ----- | --------------------- | --------- | ------- |
| 1     | Tiffany Ross-Williams | USA       | 55,51 s |
| 2     | Irina Obedina         | Russland  | 55,71 s |
| 3     | Satomi Kubokura       | Japan     | 55,82 s |
| 4     | Shevon Stoddart       | Jamaika   | 56,52 s |
| 5     | Ieva Zunda            | Lettland  | 57,43 s |
| 6     | Lucimar Teodoro       | Brasilien | 57,68 s |

### Vorlauf 2

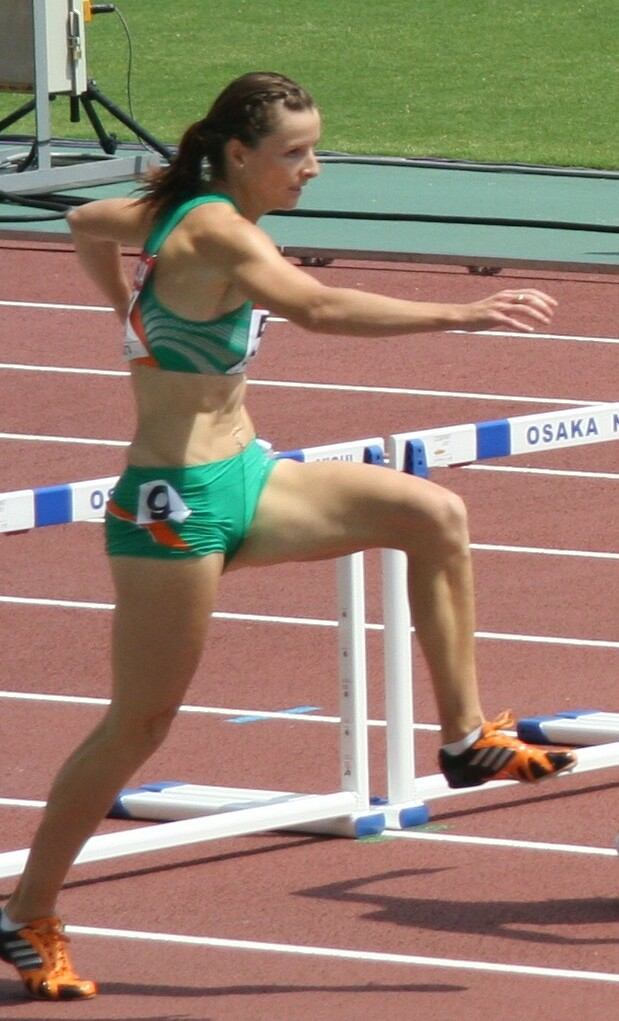
Michelle Carey – ausgeschieden
als Siebte des zweiten Vorlaufs

17. August 2008, 20:18 Uhr
| Platz | Name             | Nation         | Zeit    |
| ----- | ---------------- | -------------- | ------- |
| 1     | Tasha Danvers    | Großbritannien | 55,19 s |
| 2     | Anastasia Ott    | Russland       | 55,34 s |
| 3     | Nickiesha Wilson | Jamaika        | 55,75 s |
| 4     | Angela Moroșanu  | Rumänien       | 56,07 s |
| 5     | Sheena Tosta     | USA            | 56,12 s |
| 6     | Nikolina Horvat  | Kroatien       | 56,65 s |
| 7     | Michelle Carey   | Irland         | 57,99 s |

### Vorlauf 3
17. August 2008, 20:26 Uhr
| Platz | Name                     | Nation       | Zeit     | Anmerkung |
| ----- | ------------------------ | ------------ | -------- | --------- |
| 1     | Melaine Walker           | Jamaika      | 54,46 s  |           |
| 2     | Anastassija Rabtschenjuk | Ukraine      | 55,18 s  |           |
| 3     | Zwetelina Kirilowa       | Bulgarien    | 55,22 s  | PB        |
| 4     | Queen Harrison           | USA          | 55,96 s  |           |
| 5     | Aïssata Soulama          | Burkina Faso | 56,37 s  |           |
| 6     | Carole Kaboud Mebam      | Kamerun      | 57,81, s |           |
| 7     | Galina Pedan             | Kirgisistan  | 60,31 s  |           |

### Vorlauf 4

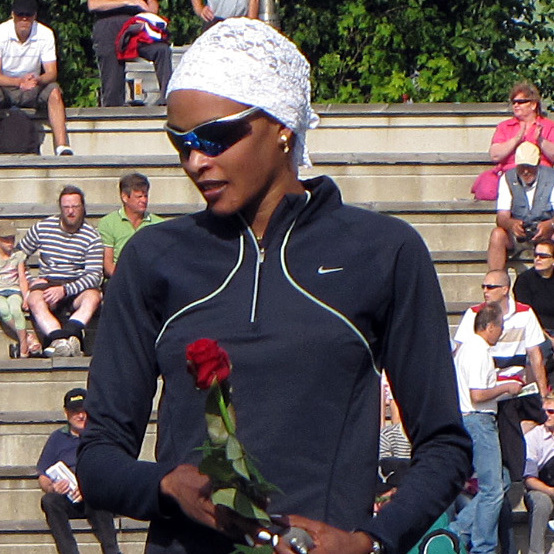
Muna Jabir Adam – ausgeschieden als Fünfte des vierten Vorlaufs

17. August 2008, 20:34 Uhr
| Platz | Name              | Nation              | Zeit    |
| ----- | ----------------- | ------------------- | ------- |
| 1     | Jekaterina Bikert | Russland            | 55,15 s |
| 2     | Anna Jesień       | Polen               | 55,35 s |
| 3     | Zuzana Hejnová    | Tschechien          | 55,91 s |
| 4     | Tatjana Asarowa   | Kasachstan          | 56,88 s |
| 5     | Muna Jabir Adam   | Sudan               | 57,16 s |
| 6     | Josanne Lucas     | Trinidad und Tobago | 57,76 s |
| 7     | Laia Forcadell    | Spanien             | 58,64 s |

## Halbfinale
Aus den beiden Halbfinalläufen qualifizierten sich die jeweils ersten vier eines jeden Laufs (hellblau unterlegt) für das Finale.

### Lauf 1

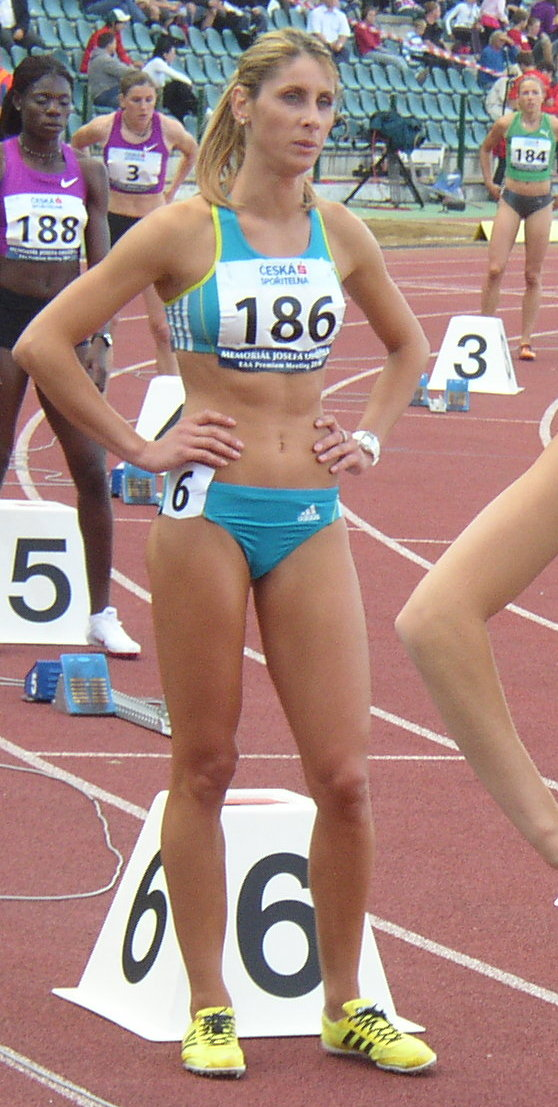
Angela Moroșanu – ausgeschieden als Achte des ersten Halbfinals

18. August 2008, 20:45 Uhr
| Platz | Name              | Nation         | Zeit    | Anmerkung |
| ----- | ----------------- | -------------- | ------- | --------- |
| 1     | Sheena Tosta      | USA            | 54,07 s |           |
| 2     | Tasha Danvers     | Großbritannien | 54,31 s |           |
| 3     | Anna Jesień       | Polen          | 54,36 s |           |
| 4     | Jekaterina Bikert | Russland       | 54,38 s |           |
| 5     | Nickiesha Wilson  | Jamaika        | 54,67 s |           |
| 6     | Anastasia Ott     | Ukraine        | 54,74 s | PB        |
| 7     | Satomi Kubokura   | Japan          | 56,69 s |           |
| 8     | Angela Moroșanu   | Rumänien       | 57,67 s |           |

### Lauf 2

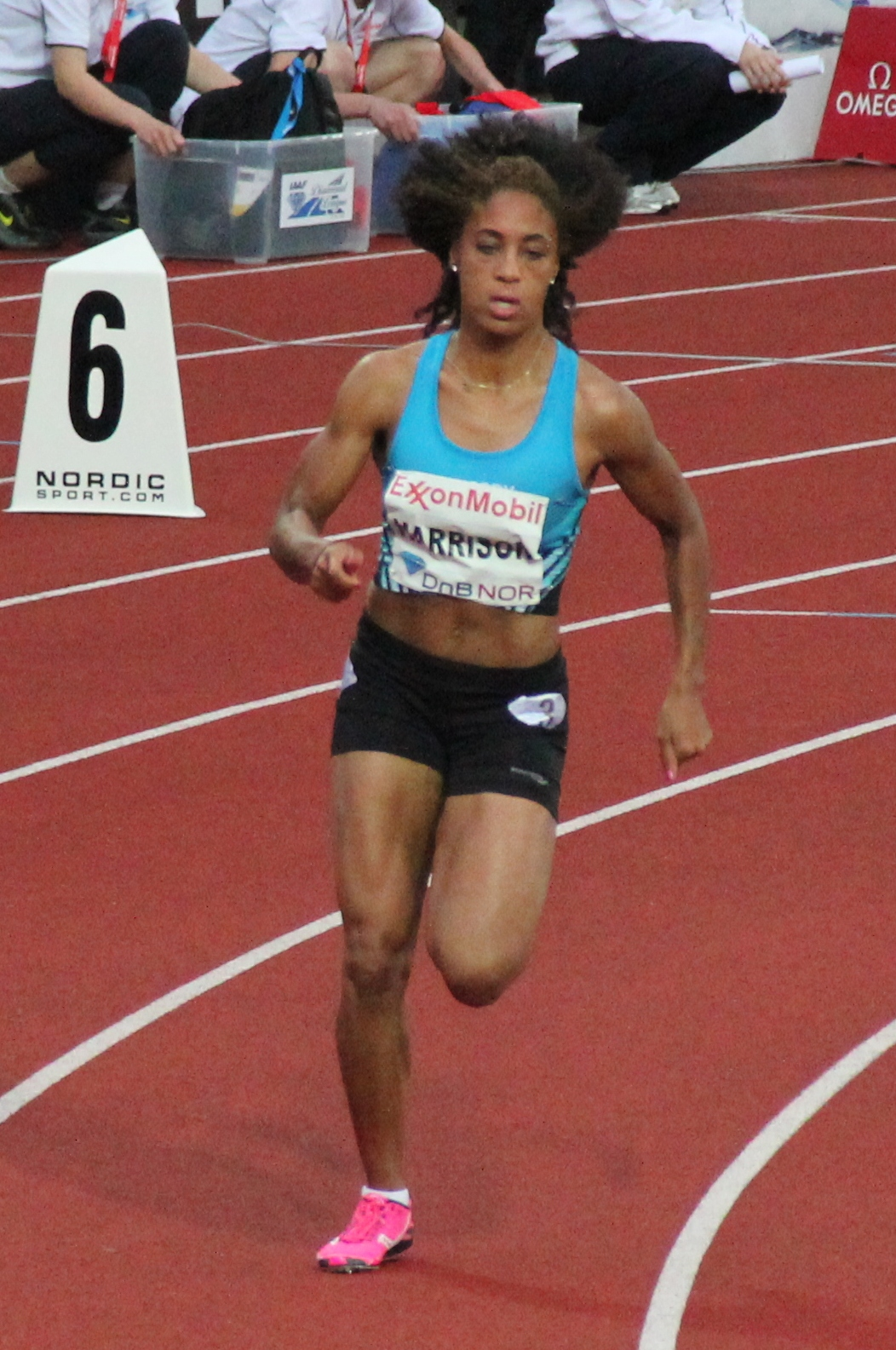
Queen Harrison – ausgeschieden als Siebte des zweiten Halbfinals

18. August 2008, 20:52 Uhr
| Platz | Name                     | Nation       | Zeit    | Anmerkung |
| ----- | ------------------------ | ------------ | ------- | --------- |
| 1     | Melaine Walker           | Jamaika      | 54,20 s |           |
| 2     | Anastassija Rabtschenjuk | Ukraine      | 54,60 s | PB        |
| 3     | Tiffany Ross-Williams    | USA          | 54,99 s |           |
| 4     | Zuzana Hejnová           | Tschechien   | 55,17 s |           |
| 5     | Aïssata Soulama          | Burkina Faso | 55,69 s |           |
| 6     | Irina Obedina            | Russland     | 55,69 s |           |
| 7     | Queen Harrison           | USA          | 55,85 s |           |
| 8     | Zwetelina Kirilowa       | Bulgarien    | 55,97 s |           |

## Finale
20. August 2008, 22:35 Uhr
| Platz | Name                     | Nation         | Zeit    | Anmerkung |
| ----- | ------------------------ | -------------- | ------- | --------- |
| 1     | Melaine Walker           | Jamaika        | 52,64 s | OR        |
| 2     | Sheena Tosta             | USA            | 53,70 s |           |
| 3     | Tasha Danvers            | Großbritannien | 53,84 s | PB        |
| 4     | Anastassija Rabtschenjuk | Ukraine        | 53,96 s | PB        |
| 5     | Anna Jesień              | Polen          | 54,29 s |           |
| 6     | Jekaterina Bikert        | Russland       | 54,96 s |           |
| 7     | Zuzana Hejnová           | Tschechien     | 54,97 s |           |
| 8     | Tiffany Ross-Williams    | USA            | 57,55 s |           |

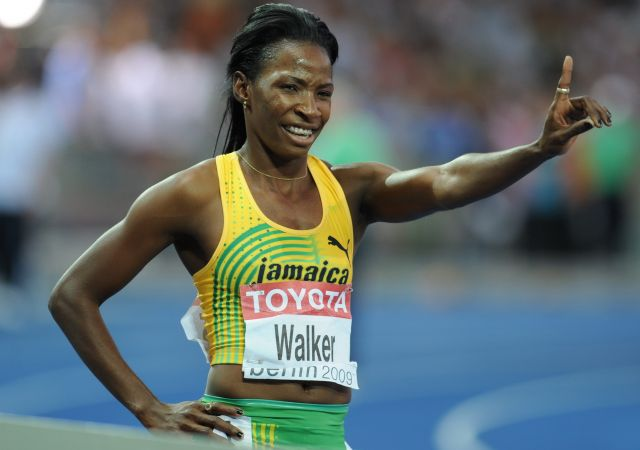
Melaine Walker siegte mit neuem Olympiarekord

Bei diesen Spielen trat eine neue Generation von 400-Meter-Hürdenläuferinnen in die Fußstapfen ihrer Vorgängerinnen. Die drei Medaillengewinnerinnen der Spiele von 2004, die drei Ersten der Weltmeisterschaften von 2005, die Weltmeisterin und Vizeweltmeisterin von 2007 waren hier nicht mehr unter den Teilnehmerinnen. Das galt auch für die aktuelle Weltrekordlerin.
Zu den Favoritinnen gehörten die starken Jamaikanerinnen – hier vor allem Melaine Walker –, und US-Amerikanerinnen – unter ihnen in erster Linie die Olympiavierte von 2004 Sheena Tosta – sowie die WM-Siebte von 2007 Tiffany Ross-Williams. Auch die Polin Anna Jesień wurde als WM-Dritte von 2007, WM-Vierte von 2005 und EM-Sechste von 2006 ebenso wie die russische Olympiasechste von 2004 Jekaterina Bikert zu den Medaillenkandidatinnen gezählt.
Es gab ein sehr schnelles olympisches Finale. Die Läuferinnen gingen das Rennen mutig mit hohem Tempo an. Am Ende der Zielkurve lagen Tosta und Walker fast gleichauf. Mit bereits erheblichem Abstand folgte Danvers, die wiederum einige Meter Vorsprung zu den weiteren Konkurrentinnen hatte. Auf der Zielgerade bewies die Jamaikanerin großes Stehvermögen. Sie löste sich von Tosta und vergrößerte ihren Vorsprung mehr und mehr. Melaine Walker wurde Olympiasiegerin und stellte mit 52,64 Sekunden einen neuen olympischen Rekord auf. Sheena Tosta ließ auf den letzten Metern deutlich nach, konnte jedoch ihren zweiten Platz verteidigen. Mit einem Rückstand von mehr als einer Sekunde gewann sie die Silbermedaille. Vierzehn Hundertstelsekunden hinter ihr kam Tasha Danvers als Bronzemedaillengewinnerin ins Ziel. Vierte wurde die Ukrainerin Anastassija Rabtschenjuk vor Anna Jesień und Jekaterina Bikert. Die Plätze sieben und acht belegten in dieser Reihenfolge Zuzana Hejnová aus Tschechien und Tiffany Ross-Williams.
Melaine Walker gewann auf dieser seit 1984 olympischen Disziplin die zweite Goldmedaille für Jamaika nach Deon Hemmings, die 1996 in Atlanta erfolgreich gewesen war.

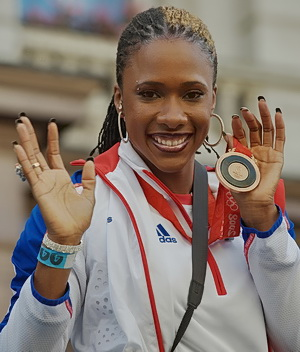
Bronzemedaillengewinnerin Tasha Danvers
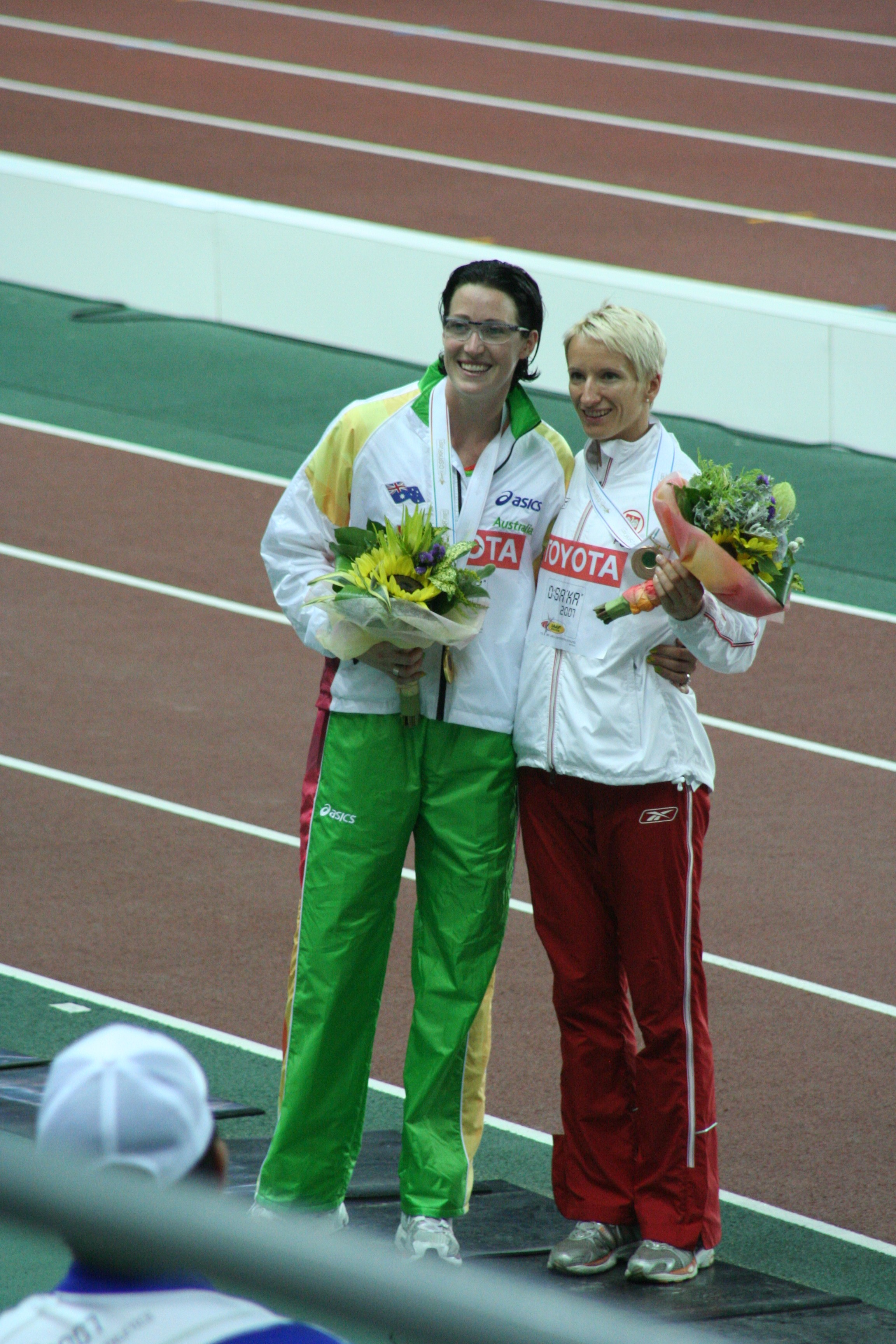
Anna Jesień (rechts) wurde Olympiafünfte
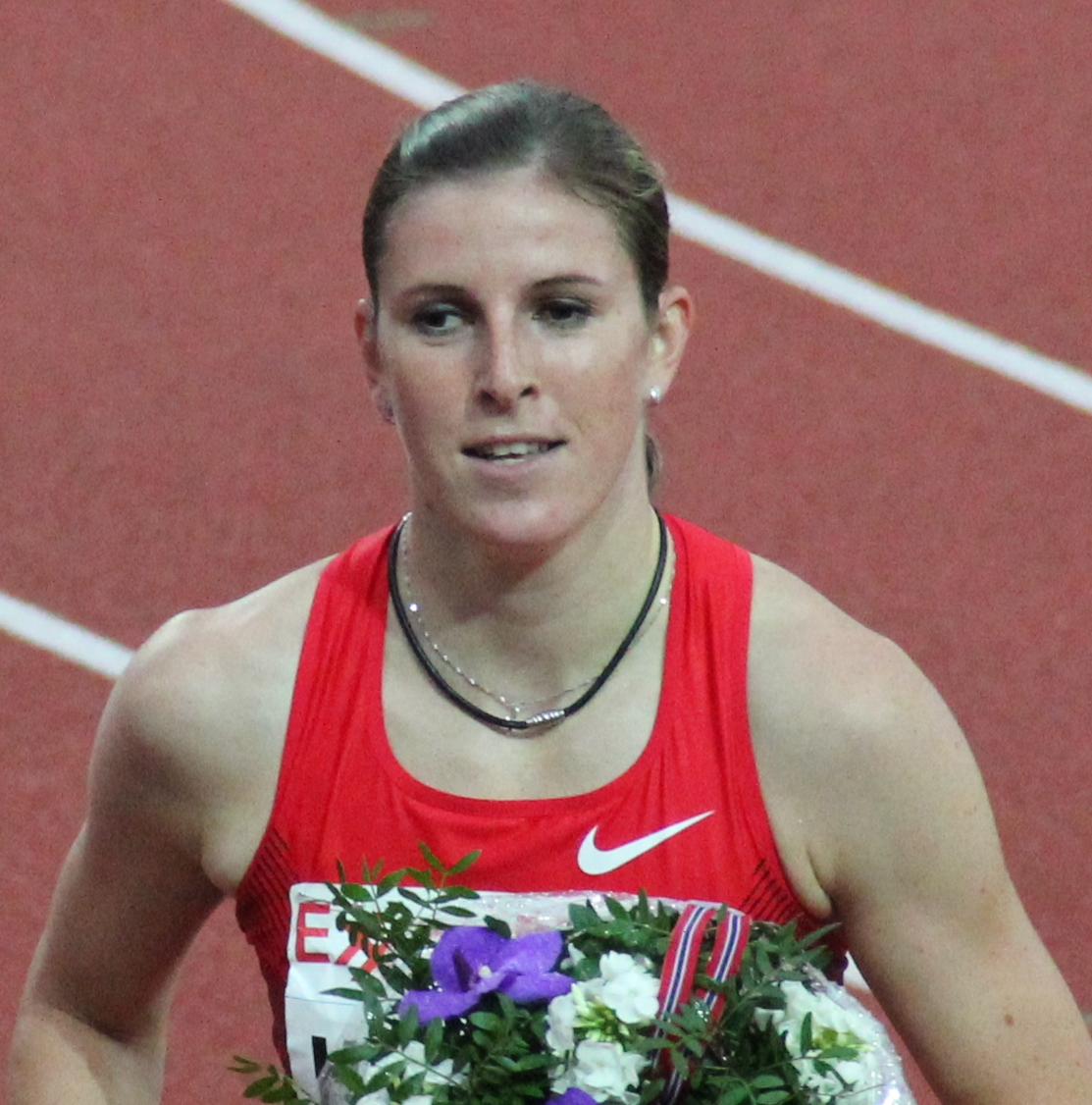
Zuzana Hejnová erreichte Platz sieben
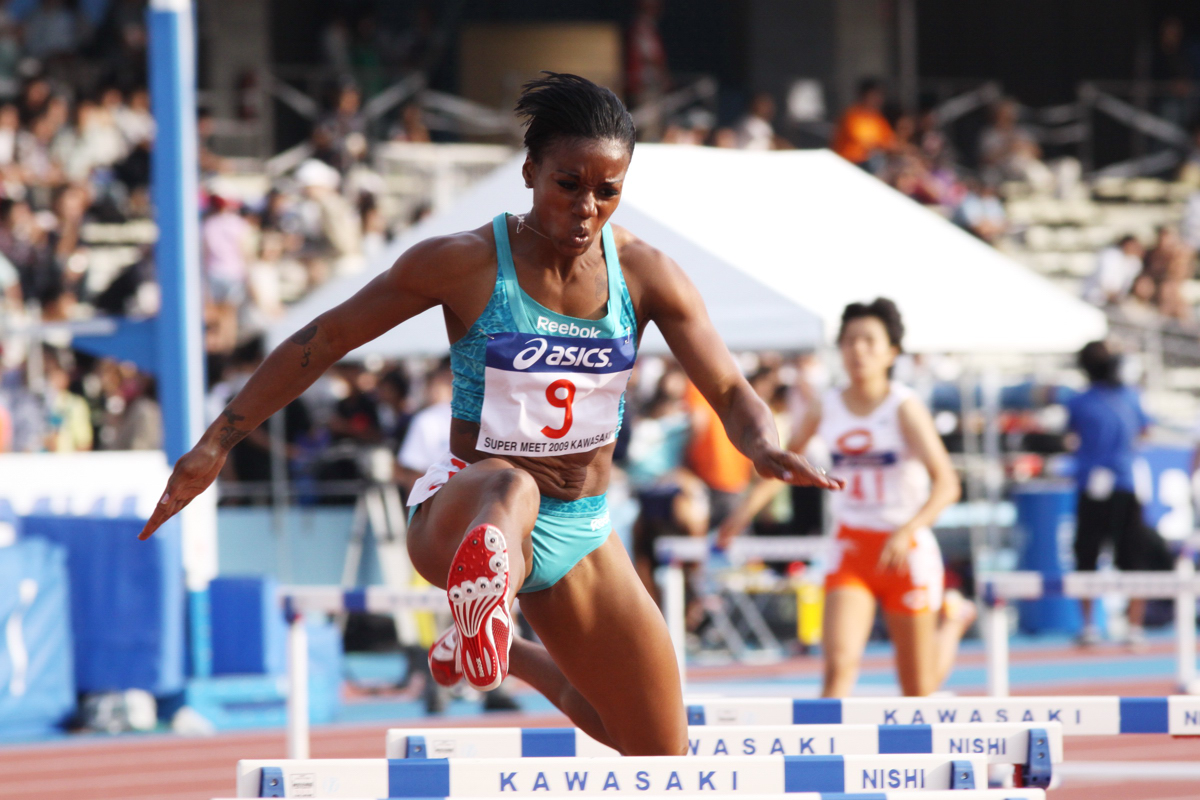
Tiffany Ross-Williams belegte Rang acht

## Video
- 2008 Beijing Olympic Games Womens 400m Hurdles Final, youtube.com, abgerufen am 14. März 2022